# Décès en 932
Décès
- 928
- 929
- 930
- 931
- 932
- 933
- 934
- 935
- 936

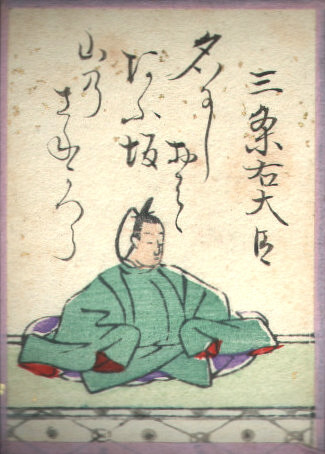
Fujiwara no Sadakata, mort en 932.

Cette page dresse une liste de personnalités mortes au cours de l'année 932 :
- 1er juin : Thietmar, margrave de Mersebourg.
- 11 septembre : Fujiwara no Sadakata, poète et courtisan japonais du milieu de l'époque de Heian.
- 31 octobre[1] : Al-Muqtadir, calife abbasside à Bagdad.

- Christodule d'Alexandrie, patriarche melkite d'Alexandrie.
- Kanemi, courtisan et poète japonais de la première moitié de l'époque de Heian.
- Rollon (Robert), jarl des Normands (date incertaine). Son fils Guillaume Ier Longue-Épée lui succède (il exerçait déjà le pouvoir depuis 927).

## Crédit d'auteurs
- Cet article est partiellement ou en totalité issu de l'article intitulé « 932 » (voir la liste des auteurs).